# ELMO3
ELMO3‏ (None) هوَ بروتين يُشَفر بواسطة جين ELMO3 في الإنسان.